# Emanuel Václav Řičák
Emanuel Václav Řičák (26. října 1824, Markvartice – 28. prosince 1904, Přeštice) byl český katolický kněz, středoškolský profesor, historik, pomolog.

## Život
Řičák byl synem Jiřího, sedláka v Markvarticích, a Kateřiny, rozené Šťastné. Svá studia zahájil na hlavní škole v Českých Budějovicích, kterou vedli kněží z řádu piaristů. Ve studiu pokračoval na českobudějovickém filozofickém ústavu, který byl prakticky přípravou pro vstup do zdejšího biskupského semináře, kam nastoupil v roce 1845. Již na teologické fakultě projevil zájem o obor zemědělství, ke kterému měl vzhledem ke svému původu blízko, a proslul zejména jako pomolog. Po absolvování kněžského semináře byl vysvěcen na kněze 5. srpna 1849.

### Kooperátor ve Weidingu (1849–1850)
Na svoji první pastorační službu nastoupil do hornofalcké obce Weiding, kde sloužil jako pomocný kněz (kooperátor) v letech 1849–1850. Pobyt využil k dalšímu vzdělávání a ve farní knihovně se seznámil s francouzskou teologickou literaturou, která byla v Čechách nedostupná. Ve Weidingu vysoce ocenili hlavní přednosti mladého kněze: vzdělání, kazatelské umění, laskavost, dobromyslnost a organizační schopnosti.

### Kaplan v Dnešicích (1850–1855)
Po návratu do Čech nastoupil 10. června 1850 na místo kaplana P. Josefa Vavříka, děkana v Dnešicích. I zde se věnoval své velké zálibě – pěstování ovocných stromů. Založil tu "štěpní školku". Po smrti děkana se stal prozatímním duchovním správcem dnešické farnosti.

### Kaplan v Přešticích (1855–1867)
11. dubna 1855 se přestěhoval do Přeštic, kde dostal místo kaplana děkanovi Františku Pavlíkovi. Zde působil jedenáct let v různých funkcích. Roku 1865 se neúspěšně ucházel o farní beneficium v schönbornské Sutomi na Lovosicku. Měl silné sociální cítění a během svého pobytu v Přešticích pracoval na dvou projektech – podařilo se mu vybudovat nový špitál, kam město umísťovalo své chudé. Druhý projekt se mu nepodařilo dokončit. Usiloval o založení ústavu Školských sester de Notre Dame, tato myšlenka zapadla s odchodem Řičáka z Přeštic. Ústav se podařilo vybudovat až v roce 1909 a Notredamky působily ve městě až do roku 1927.
Kromě kněžských povinností a práce na projektech si našel čas i na své koníčky, které přerostly v odbornou práci. Jednalo se činnost v oboru sadařství. V děkanské zahradě pěstoval až pět set ovocných stromků v květináčích. Díky tomu si neustále rozšiřoval svoje znalosti teoretické i praktické. Byl vyzván, aby v edici Rolník nového věku vydal praktickou příručku o pěstování ovocných stromů. Nabídku přijal a v letech 1865, 1867 a 1871 vydal třídílnou publikaci Nauka štěpařská. Dílo bylo odbornou veřejností vysoce ceněno.
Zasloužil se i o vznik Hospodářského spolku přešticko–nepomuckého, jehož valná hromada se konala 12. února 1865 a měl 637 členů z řad šlechty, duchovenstva, měšťanstva a rolnictva. Štěpařská a hospodářská osvěta nebyly jedinou odbornou činností. Zvláště v zimě se věnoval historii, archeologii a místopisu. Hned po nástupu na kaplanské místo v Přešticích začal pracovat na dějinách Přeštic. Dílo Dějepis města Přeštic a okolí se mu podařilo vydat až v roce 1864 u pražského nakladatele. V 60. letech 19. století začal cestovat. Navštívil Bavorsko, Rakousko a Švýcarsko a své zážitky sepsal v obsáhlém dvojdílném cestopisu Z Čech do Bavor a Z Čech do zemí rakouských.

### Ředitel a katecheta školy v Klatovech (1867–1873)
7. března 1867 přesídlil Řičák do Klatov, nastoupil jako ředitel a katecheta na místní hlavní školu. Nové školské zákony z roku 1868–1870 zavedly do rakouského školství princip bezkonfesijního školství a duchovní se stal ve vedení školy nežádoucím a Řičák dále působil jen jako katecheta. V Klatovech rozvinul svoji činnost spisovatelskou i osvětovou. Napsal a vydal v roce 1868 Školní zpěvníček. Dle potřeb školní mládeže, v roce 1871 vyšly Oslava prvního svatého přijímání dítek a sbírka modliteb a písní Ježíš láska má. V té době také vydal svůj jediný beletristický pokus Václav a Vojtěch. Obraz ze života nynějších pracovníků řemesel. Drobné ovocnářské články publikoval v časopise Šumavan. Zapojil se také do činnosti Hospodářského spolku klatovsko–plánického. Získal funkci jednatele. Podařilo se mu získat státní podporu 3000 zlatých a v říjnu 1872 otevřít rolnickou školu. I v Klatovech začal pracovat na dějinách města. Nepodařilo se mu postoupit dál než ke středověké etapě dějin a proto nebyly nikdy zveřejněny. K dějinám Klatov se vrátil ještě o mnoho let později jako děkan Přeštic. Pokračoval v teoretické pomologické práci a vydal druhý a třetí díl Nauky štěpařské.
4. února 1869 byl jmenován korespondentem Centrální komise pro průzkum a zachování stavebních památek ve Vídni. Z pozice své funkce doporučil k záchraně i památky Klatovska: špitální kostelík svatého Jana Evangelisty ve Švihově a zříceninu kaple sv. Jana Nepomuckého na Loretě u Týnce. Jeho obrovská píle ve všech oblastech jeho činností byla roku 1871 oceněna českobudějovickým biskupem Janem Valeriánem Jirsíkem udělením čestného práva nosit takzvanou expositorium canonicate (krátký pláštík na klerice).

### Farář v Sutomi (1873–1877)
Po změnách ve školství se začal snažit o návrat do farní duchovní správy. Jeho pokusy byly neúspěšné: v roce 1870 o farní beneficium v Malesicích u Plzně, v roce 1872 o místo klatovského děkana i žádost o udělení fary v Dolní Lukavici v roce 1873. Teprve 10. září 1873 nastoupil na faru v Sutomi u Lovosic v litoměřické diecézi. I zde pokračoval v pěstování ovocných stromků, které si přivezl z děkanské zahrady v Přešticích.

### Přeštický děkan (1877–1904)

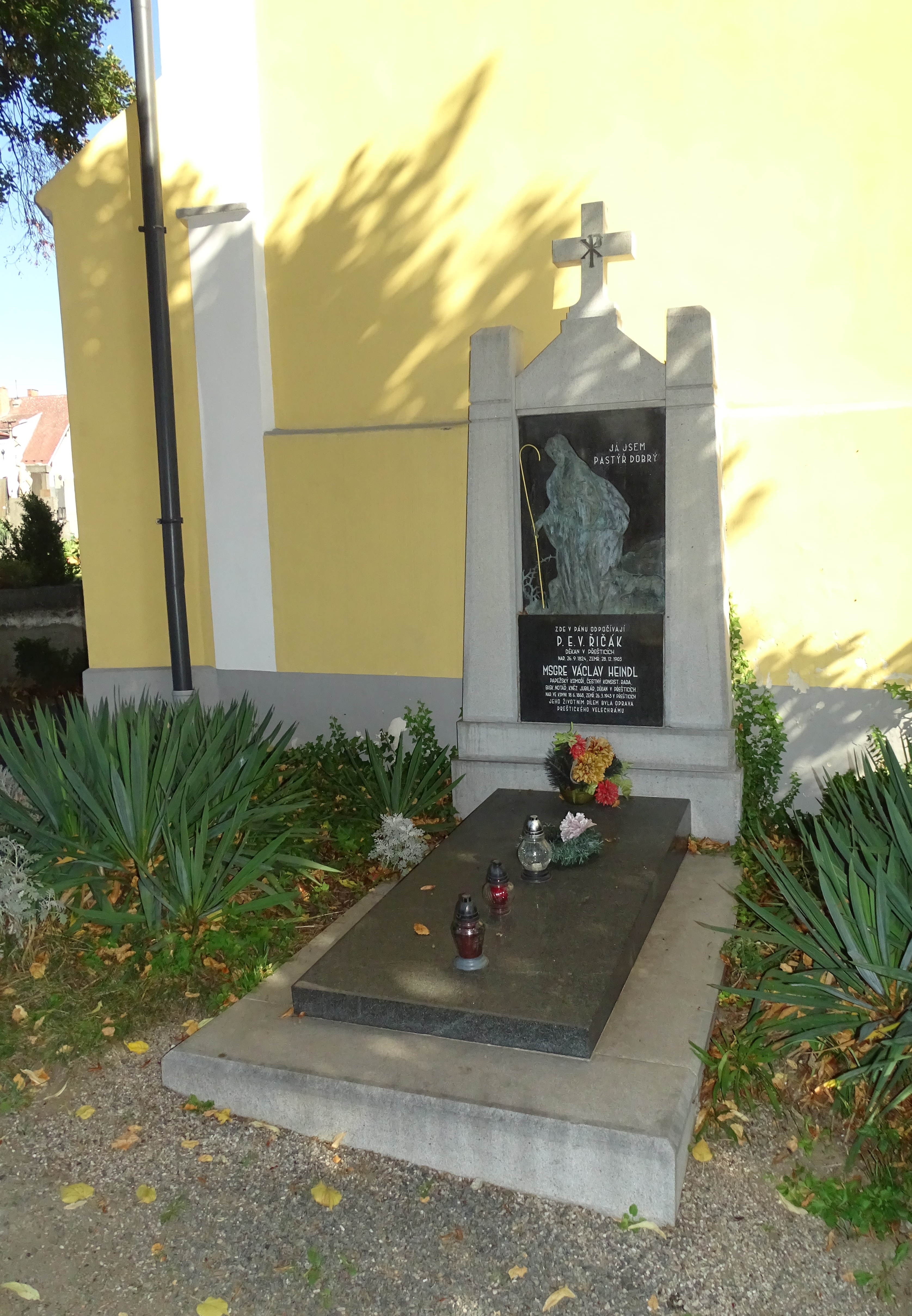
Hrob E. V. Řičáka

24. června 1877 ho slavnostně instaloval pražský kanovník Dr. Eduard Terš na uvolněné místo děkana Přeštic, které se staly jeho posledním působištěm. Doba děkanování byl naplněna zajímavými událostmi i čilým stavebním ruchem. Již v roce 1878 byl vysvěcen nový kostel svatého Cyrila a Metoděje v Řenčích. Po výstavbě kostela se Řičák snažil učinit z Řenčí sídlo samostatné farnosti. To se podařilo roku 1885. Kaple svatého Jana Nepomuckého byla postavena v Příchovicích, vysvěcena 1884. 26. června 1885 Řičák položil základní kámen nové školy v ulici pod nádražím, ta byla vysvěcena 1887 i se školní kaplí. Byla obnovena i další významná památka – skalní obraz svatého Vojtěcha na vrchu Ticholovci.
Řičák obdržel od českobudějovického biskupa několik ocenění, byl jmenován biskupským notářem lukavického vikariátu a obdržel čestný titul biskupského notáře.
Historickou prací se již výrazněji nezabýval, o to plodnější bylo vydávání sadařských spisů: Užitečnost ovocného stromoví (1887), Návod ku vysazování stromů (1889) a z jeho pozůstalosti vyšel v roce 1912 Krátký návod k sázení stromů ovocných a sklízení ovoce a jeho uložení. Když se transformoval hospodářský spolek v Hospodářsko–lesnický spolek, Řičák se stal jeho předsedou, byl spoludozorcem Zemského štěpařského spolku českého, delegátem Zemědělské rady české a referentem ministerstva orby. V Kucínech založil hospodářskou obecní knihovnu (1880). Patřil k zakládajícím členům Národní jednoty pošumavské. Byl zakládajícím členem družstva Vlast, který vydával několik katolických vzdělávacích časopisů, je uveden v seznamu přispěvatelů Řivnáčova průvodce po Království českém.
Řičák byl až do konce života velice aktivní. V den svých osmdesátých narozenin sloužil slavnou mši za účasti okolního kněžstva a školní mládeže. Zanedlouho poté přeštický děkan a biskupský notář zemřel.
Na jeho počest byl vybudován žulový náhrobek s bronzovým reliéfem, který byl vysvěcen 20. června 1909 a nachází se na přeštickém hřbitově za kaplí Povýšení sv. Kříže.

## Dílo a význam
Vydané i nevydané práce se dají rozdělit do tří hlavních kategorií. Jde o práce z oboru lokální historie, z oboru hospodářství (většinou sadařství) a díla náboženská a kazatelská.
Emanuel Václav Řičák byl jedním z významných buditelských a sociálně i osvětově aktivních kněží, kteří se značnou měrou podíleli na českém národním obrození a stáli u zrodu moderního českého národa. Zvláště na lokální úrovni byli tito kněží zakladateli a propagátory spolkového života. V tomto smyslu má Řičák v Přešticích i v Klatovech své nezastupitelné místo.